# Ricky & Barabba
Ricky & Barabba è un film comico del 1992, diretto da Christian De Sica, interpretato da Renato Pozzetto e da Christian De Sica.
È l'ultimo film in cui compare Franco Fabrizi e il penultimo in cui compare Sylva Koscina.

## Trama
Riccardo Morandi, soprannominato Ricky, è un miliardario proprietario della FinMor, azienda sull'orlo del fallimento a causa di una perdita di 40 miliardi. Deciso a farla finita, sta per tentare il suicidio, quando viene salvato per caso da Barabba, un clochard d'origini romane, che slega la corda che stava usando per impiccarsi. Ora Barabba, per quanto il suo gesto sia stato puramente casuale, vuole una ricompensa e così convince Ricky a portarlo con sé.
Appena arrivati a casa, il miliardario ha una brutta sorpresa. La moglie Elena ha deciso di lasciarlo e di prendersi una vacanza alla fine della quale non vuole più trovarlo a casa. Ricky, però, non s'arrende e decide di raggiungere la moglie per chiederle un'ultima chance. Solo Barabba tuttavia sa dove la donna si trova alloggiata, avendo casualmente letto il foglio del fax di prenotazione ricevuto dall'hotel sul telefono di casa di Morandi; Barabba intenzionalmente ingoia il foglio dinanzi a Ricky, di conseguenza quest'ultimo si vede costretto a portare in viaggio con sé il clochard al quale, tra le altre cose, spiega i motivi che l'hanno portato in bancarotta: la rivalità con l'avvocato Bonetti, il suo principale rivale in affari che riesce sempre a soffiargli gli affari migliori ed il fatto che l'ultimo buon affare dell'azienda, la produzione d'una speciale marmitta catalitica, è bloccato per il furto del brevetto ed è questo che ha causato la perdita miliardaria. Dopo una serie di peripezie, fra cui un'indigestione di Barabba, i due giungono alla meta ma qui fanno un'altra spiacevole scoperta: la donna non è sola. Con lei c'è infatti un misterioso amante. 
Tradito ed umiliato, Ricky tenta un altro gesto estremo, ma viene dissuaso di nuovo da Barabba che gli suggerisce di svagarsi un po' e lo spinge a corteggiare Paloma, una bella e giovane ragazza spagnola appena mollata dal fidanzato, incontrata per strada. Presto la ragazza si rivela essere una truffatrice in combutta col fidanzato che, alla prima occasione, ruba la macchina a Morandi. Nel frattempo Barabba scopre l'identità dell'amante di Elena: si tratta nientemeno che di Bonetti; rientrato in albergo dopo la delusione con Paloma, Ricky viene messo al corrente di tutto da Barabba.
L'imprenditore capisce quindi che era stata proprio sua moglie ad aiutare l'avvocato, passandogli informazioni riservate con cui era riuscito a sottrarre alla FinMor i migliori affari, gettandola sul lastrico: ormai senza più soldi, Ricky viaggia con Barabba su mezzi di fortuna per giungere a Montecarlo, al Galá in maschera, dove intende informare l'ingegner Salvetti, suo suocero, dei loschi affari che la figlia sta conducendo con l'amante. Qui scopre che il suocero è sempre stato d'accordo con la figlia e Bonetti e non solo: è ormai prossima la fusione Salvetti-Bonetti e l'estromissione di Morandi.
Scambiato per un ricco ingegnere travestito da barbone, anche Barabba riesce ad entrare alla festa in maschera e casualmente scopre le intenzioni di Salvetti col nuovo socio. Nel frattempo conosce anche Cristina, moglie di Bonetti, con la quale ottiene un insperato successo, divenendo presto il suo amante: così quando i due s'appartano sullo yacht della donna, Barabba la informa delle intenzioni del marito (che intendeva escluderla dalla fusione con Salvetti, mandando anche lei in bancarotta); i due scoprono anche, nascosti tra i documenti di Bonetti, gli incartamenti relativi al brevetto del catalizzatore sottratto a Ricky.
A Milano, Ricky è ormai finito nella povertà e vive da senzatetto insieme agli altri clochard della zona, lungo i navigli. Leggendo su un giornale che la FinMor verrà esclusa dai listini di borsa per la sua grave crisi finanziaria, decide nuovamente di farla finita e si reca a Piazza Affari per darsi fuoco non appena il fallimento sarà ufficiale, ma qualche istante prima d'attuare il tragico gesto, ha una lieta sorpresa: la moglie di Bonetti, ormai alleata del fidato amico Barabba, ha deciso d'acquistare tutte le azioni disponibili sul mercato della Finanziaria Morandi, il cui valore era crollato, anticipando e svalutando la cordata Salvetti-Bonetti e risollevando così le sorti della FinMor.
Inoltre, l'azienda può adesso registrare il brevetto del catalizzatore recuperato da Barabba ed avviare la produzione. Ricky si sbarazza così degli ipocriti suocero e moglie, che fintamente gli chiedono perdono, ripartendo con Barabba (ormai benestante) per iniziare un nuovo viaggio in cerca di fortuna a bordo di una fiammante Ferrari Testarossa.

## Produzione
Buona parte delle scene vennero girate fra Roma e l'hinterland romano, fra cui il porto di Civitavecchia, Ladispoli, Marina di San Nicola, Villa Appia a Marino, l'ospedale San Giuseppe ad Albano Laziale,  Villa Fiorio a Grottaferrata e il Grand Hotel Palazzo della Fonte a Fiuggi.
Inizialmente la parte dell'industriale decaduto era stata assegnata a De Sica e quella del barbone a Pozzetto; quest'ultimo tuttavia chiese al collega di scambiarsi i ruoli, in quanto non voleva indossare i panni del clochard. Lo stesso De Sica ha raccontato tale aneddoto durante una puntata dello show televisivo La valigia dei sogni, aggiungendo inoltre che - a suo dire - tale modifica al piano originale si rivelò un errore ma alla fine fortunata.